# Trenkakames
La Trenkakames és una caminada de resistència organitzada des de l'any 2002 pel Grup Muntanyenc de La Lira Vendrellenca, que forma part del Circuit Català de Caminades de Resistència (CCCR).
Es tracta d'una marxa a peu i caminant, no competitiva, on preval el repte personal i de superació del participant, així com la germanor i la solidaritat entre participants, puntuable per al Circuit Català de Caminades de Resistència, en la qual s'ha de fer un recorregut aproximat de 55 quilòmetres en un temps màxim de 15 hores. És un itinerari circular que transcorre pel Baix Penedès, travessant els diferents municipis de la comarca i arribant fins i tot al cim més alt d'aquesta, la Talaia del Montmell, amb sortida i arribada al municipi d'El Vendrell.